# Batuana rougeoti
Batuana rougeoti là một loài bướm đêm trong họ Noctuidae.